# Batočina
Batočina (cyr. Баточина) – miejscowość w Serbii, w okręgu szumadijskim, siedziba gminy Batočina. W 2011 roku liczyła 5804 mieszkańców.